# Болнес
Болнес (швед. Bollnäs) град је у Шведској, у средишњем делу државе. Град је у оквиру Јевлеборшког округа, где је један од најзначајнијих и највећих градова. Болнес је истовремено и седиште истоимене општине.

## Природни услови
Болнес се налази у средишњем делу Шведске и Скандинавског полуострва. Од главног града државе, Стокхолма, град је удаљен 270 км северно.
Град Болнес се развио у области Хелсинг у оквиру историјске покрајине Норланд („Северна земља“). Град се образовао у унутрашњости копна, на северозападној обали Варпенског језера, једног од највећих у датој области. Градско језгро се образовало на месту где се река Јуснан улива у језеро. Подручје града је равничарско до бреговито, а надморска висина се креће 50-80 м.

## Историја
Болнес се јавља у историјским списима још у 13. веку. Постепено насеље постаје месно трговиште са црквом, али сасвим малог значаја.
Насеље доживљава препород у крајем 19. века са проласком железнице и доласком индустрије. Коначно, оно добија градска права 1942. године. Ово благостање траје и дан-данас.

## Становништво
Град Болнес је данас град средње величине за шведске услове. Град има око 13.000 становника (податак из 2010. г.), а градско подручје, тј. истоимена општина има око 26.000 становника (податак из 2010. г.). Последњих деценија број становника у граду стагнира.
До средине 20. века Болнес су насељавали искључиво етнички Швеђани. Међутим, са јачањем усељавања у Шведску, становништво града је постало шароликије, али опет мање него у случају других већих градова у држави.

## Привреда
Данас је Болнес савремени индустријски град са посебно развијеном индустријом. Последње две деценије посебно се развијају трговина, услуге и туризам.

## Збирка слика
- Поглед на средиште Болнеса и Варпенско језеро
- Главна градска црква
- Стамбено насеље Оспаркен